# Championnat du monde de hockey sur glace 1938
Navigation
Grande-Bretagne 1937 Suisse 1939
Le championnat du monde de hockey sur glace 1938 a été la douzième édition ainsi que la vingt-troisième édition du Championnat d'Europe. Il a eu lieu entre le 11 et le 20 février 1938 à Prague en  Tchécoslovaquie, aujourd'hui ville de République tchèque. Quatorze nations ont participé au tournoi. Le Canada est représenté par l'équipe amateur des Wolves de Sudbury.

## Premier tour
Les nations sont divisées en deux poules de cinq et une poule de quatre. Les trois meilleures équipes de chaque poules sont qualifiées pour la suite du tournoi.

### Groupe A
Résultats des matchs
- Suisse 1 – 0 Hongrie
- Lituanie 1 – 0 Roumanie
- Suisse 8 – 1 Roumanie
- Pologne 8 – 1 Lituanie
- Pologne 3 – 0 Roumanie
- Hongrie 10 – 1 Lituanie
- Suisse 15 – 0 Lituanie
- Pologne 3 – 0 Hongrie
- Hongrie 3 – 1 Roumanie
- Suisse 7 – 1 Pologne

| # | Équipe   | PJ | V | N | D | BP | BC | Diff | Pts |
| - | -------- | -- | - | - | - | -- | -- | ---- | --- |
| 1 | Suisse   | 4  | 4 | 0 | 0 | 31 | 2  | +29  | 8   |
| 2 | Pologne  | 4  | 3 | 0 | 1 | 15 | 8  | +7   | 6   |
| 3 | Hongrie  | 4  | 2 | 0 | 2 | 13 | 6  | +7   | 4   |
| 4 | Lituanie | 4  | 1 | 0 | 3 | 3  | 33 | -30  | 2   |
| 5 | Roumanie | 4  | 0 | 0 | 4 | 2  | 15 | -13  | 0   |

### Groupe B
Résultats des matchs
- Lettonie 3 – 1 a.p. Norvège
- Grande-Bretagne 1 – 0 Allemagne
- États-Unis 1 – 0 Lettonie
- Grande-Bretagne 8 – 0 Norvège
- États-Unis 7 – 1 Norvège
- Allemagne  1 – 0 Lettonie
- Grande-Bretagne 5 – 1 Lettonie
- États-Unis 1 – 0 Allemagne
- Allemagne 8 – 0 Norvège
- Grande-Bretagne 1 – 1 États-Unis (après trois prolongations).

| # | Équipe          | PJ | V | N | D | BP | BC | Diff | Pts |
| - | --------------- | -- | - | - | - | -- | -- | ---- | --- |
| 1 | Grande-Bretagne | 4  | 3 | 1 | 0 | 15 | 2  | +13  | 7   |
| 2 | États-Unis      | 4  | 3 | 1 | 0 | 10 | 2  | +8   | 7   |
| 3 | Allemagne       | 4  | 2 | 0 | 2 | 9  | 2  | +7   | 4   |
| 4 | Lettonie        | 4  | 1 | 0 | 3 | 4  | 8  | -4   | 2   |
| 5 | Norvège         | 4  | 0 | 0 | 4 | 2  | 26 | -24  | 0   |

### Groupe C
Résultats des matchs
- Canada 3 – 2 Suède
- Tchécoslovaquie 1 – 0 Autriche
- Canada 3 – 0 Autriche
- Tchécoslovaquie 0 – 0  Suède (après trois prolongations)
- Tchécoslovaquie 0 – 3  Canada
- Suède 1- 1 Autriche (après trois prolongations)

| # | Équipe          | PJ | V | N | D | BP | BC | Diff | Pts |
| - | --------------- | -- | - | - | - | -- | -- | ---- | --- |
| 1 | Canada          | 3  | 3 | 0 | 0 | 9  | 2  | +7   | 6   |
| 2 | Tchécoslovaquie | 3  | 1 | 1 | 1 | 1  | 3  | -2   | 3   |
| 3 | Suède           | 3  | 0 | 2 | 1 | 3  | 4  | -1   | 2   |
| 4 | Autriche        | 3  | 0 | 1 | 2 | 1  | 5  | -4   | 1   |

## Second tour
Les neuf équipes qualifiées sont rangées en trois poules de trois nations. Les premiers de chaque groupe et le meilleur deuxième sont qualifiés pour les demi-finales.

### Groupe D
Résultats des matchs
- Tchécoslovaquie 2-0 États-Unis
- Suisse 1-0 États-Unis
- Tchécoslovaquie 3-2 Suisse (après prolongation)

| # | Équipe          | PJ | V | N | D | BP | BC | Diff | Pts |
| - | --------------- | -- | - | - | - | -- | -- | ---- | --- |
| 1 | Tchécoslovaquie | 2  | 2 | 0 | 0 | 5  | 2  | +3   | 4   |
| 2 | Suisse          | 2  | 1 | 0 | 1 | 3  | 3  | 0    | 2   |
| 3 | États-Unis      | 2  | 0 | 0 | 2 | 0  | 3  | -3   | 0   |

### Groupe E
Résultats des matchs
- Grande-Bretagne 3 – 2 Suède
- Suède 1 – 0 Pologne
- Grande-Bretagne 7 – 1 Pologne

| # | Équipe          | PJ | V | N | D | BP | BC | Diff | Pts |
| - | --------------- | -- | - | - | - | -- | -- | ---- | --- |
| 1 | Grande-Bretagne | 2  | 2 | 0 | 0 | 10 | 3  | +7   | 4   |
| 2 | Suède           | 2  | 1 | 0 | 1 | 3  | 3  | 0    | 2   |
| 3 | Pologne         | 2  | 0 | 0 | 2 | 1  | 8  | -7   | 0   |

### Groupe F
Résultats des matchs
- Canada 3 – 2 Allemagne (2-2 à la fin du temps réglementaire).
- Allemagne 1 – 0 Hongrie
- Canada 1 – 1 Hongrie (après trois prolongation)

| # | Équipe    | PJ | V | N | D | BP | BC | Diff | Pts |
| - | --------- | -- | - | - | - | -- | -- | ---- | --- |
| 1 | Canada    | 2  | 1 | 1 | 0 | 4  | 3  | +1   | 3   |
| 2 | Allemagne | 2  | 1 | 0 | 1 | 3  | 3  | 0    | 2   |
| 3 | Hongrie   | 2  | 0 | 1 | 1 | 1  | 2  | -1   | 1   |

Il fut décidé par le comité organisateur du tournoi de qualifier l'Allemagne plutôt que la Suède ou la Suisse car ils avaient réussi à obtenir le match nul contre les canadiens dans le temps règlementaire.

## Phase finale

### Match pour la cinquième place
Le match pour la cinquième place a eu lieu le 19 février et a vu la victoire des suédois sur les suisses sur le score de 2 buts à 0.

### Demi-finales
Les demi-finales se sont également déroulées le 19 février.
- Canada 1 – 0 Allemagne
- Tchécoslovaquie 0 – 1  Grande-Bretagne

### Match pour la troisième place
Le match pour la médaille de bronze s'est déroulé le 20 février. Finalement, ce sont les tchécoslovaques qui ont gagné la médaille de bronze en battant 3 à 0 les Allemands.

### Finale
La finale a eu lieu le 20 février et encore une fois, les canadiens ont gagné la médaille d'or. Ils ont battu la Grande-Bretagne 3 buts à 1.

## Classement final
| #      | Équipe          |
| ------ | --------------- |
| Or     | Canada          |
| Argent | Grande-Bretagne |
| Bronze | Tchécoslovaquie |
| 4e     | Allemagne       |
| 5e     | Suède           |
| 6e     | Suisse          |
| 7e     | Hongrie         |
| 8e     | États-Unis      |
| 9e     | Pologne         |
| 10e    | Lettonie        |
| 11e    | Lituanie        |
| 12e    | Autriche        |
| 13e    | Roumanie        |
| 14e    | Norvège         |

| #      | Équipe          |
| ------ | --------------- |
| Or     | Grande-Bretagne |
| Argent | Tchécoslovaquie |
| Bronze | Allemagne       |
| 4e     | Suède           |
| 5e     | Suisse          |
| 6e     | Hongrie         |
| 7e     | Pologne         |
| 8e     | Lettonie        |
| 9e     | Lituanie        |
| 10e    | Autriche        |
| 11e    | Roumanie        |
| 12e    | Norvège         |

### Médaillés
Voici l'alignement complet des médaillés du tournoi :
| Champions du mondeCanada | Mel Albright, Percy Allen, Gordie Bruce, Reg Chipman, John Coulter, Johnny Godfrey, Roy Heximer, Jack Marshall, Pat McReavy, Buster Portland, Jimmy Russell, Glen Sutherland Entraîneur : Max Silverman |

| ArgentGrande-Bretagne | Alex Archer, Jimmy Chappell, Gordon Dailley, Gerry Davey, Pete Halford, Jimmy Foster, Jimmy Kelly, Reg Merrifield, Art Ridley, Archie Stinchcombe, Ronnie Wilson, Pete Woozley, Bob Wyman Entraîneur : Percy Nicklin |

| BronzeTchécoslovaquie | Alois Cetkovský, Jaroslav Cisar, Antonin Houba, Drahos Jirotka, Zdeněk Jirotka, Jan Kosek, Oldrich Kučera, Josef Maleček, Jan Michálek, Bohumil Modrý, František Pácalt, František Pergl, Jaroslav Pušbauer, Ladislav Troják Entraîneur : Mike Buckna |